# Jenaische gelehrte Zeitungen
Die Jenaische gelehrte Zeitungen war eine in Jena herausgegebene wissenschaftliche Zeitschrift, die von 1749 bis 1786 erschien, allerdings mit einer großen Unterbrechung von 1758 bis 1764. Der Jahrgang 1757 wurde z. T. während des Siebenjährigen Krieges konfisziert.

## Zeitschriftenprogramm
Die Jenaische gelehrte Zeitungen (im Folgenden abgekürzt als JgZ) ist eine bedeutende Rezensionszeitschrift des 18. Jahrhunderts. Sie befasst sich mit Publikationen aus allen Bereichen der damaligen Wissenschaft von der Theologie (15,52 %) bis zur Militärwissenschaft (0,31 %). Sie ist also polyhistorisch bzw. interdisziplinär ausgerichtet. Der Herausgeber- und Mitarbeiterkreis stand in enger Verbindung zur Universität Jena, der dortigen Deutschen Gesellschaft sowie der Lateinischen Gesellschaft. Von daher liegt der Fokus der Zeitschrift auf dem Mitteldeutschen Raum und hier insbesondere auf Jena. Es sollte die Aufgabe der 1749 erstmals erschienenen Zeitschrift sein, die Leistungen der Universität zu würdigen und das Ansehen ihrer Lehrer zu mehren, wie die Herausgeber im Vorwort zum 1. Jahrgangs deutlich machen:
„Damit nun diese gelehrten Berichte, den Absichten ihrer Verfasser gemäs mögen beurtheilt werden: so haben sie für nötig erachtet, solchen eine nähere Anzeige ihres eigentlichen Vorhabens voranzuschicken. (…) Unter solcher Gesinnungen werden sie Erstlich, vorzüglich die Schriften, die auf dieser Akademie herausgegeben worden, wenn sie anders von beträchtlichen Inhalte sind, geschickt durchgehen und bekannt machen; doch mit dem Vorbehalte, dass man nirgends, wie an andern Orten gewöhnlich ist, in ein Jubelgeschrey bey dem Lobe derselben ausbreche …“.

## Geschichte
Als Begründer der JgZ gilt Adolph Friedrich Hamberger, der 1749 außerordentlicher Professor in Jena wurde und bis zu seinem Tod 1750 ebendort Medizin lehrte. Neben seiner Herausgebertätigkeit gilt er als Verfasser von Rezensionen zu Schriften aus den Bereichen Medizin und Physik. Neben ihm wirkten noch weitere Herausgeber an den JgZ mit, wobei insbesondere Johann Ernst Immanuel Walch Erwähnung verdient. Der konservative Gelehrte, als Philologe und Naturforscher in der alten Gelehrsamkeit zutiefst verwurzelt, war den gesamten Zeitraum von 1749 bis 1756 an der Zeitschrift beteiligt. Nach der Einstellung der Zeitschrift 1756 war er es, der sich Mitte der 1760er Jahre um ihr neuerliches Erscheinen verdient gemacht hat. Walch steht für die konservative, die Positionen der Lutherischen Orthodoxie verteidigende Ausrichtung der JgZ.
Der Jg. 1756 war für einige Jahre der vorerst letzte. Der Jg. 1757 wurde z. T. während des Siebenjährigen Krieges konfisziert. Die Wiederaufnahme der Zeitschrift erfolgte nicht sofort nach Kriegsende 1763. Treibende Kraft hinter dem Wiederaufleben der JgZ war Johann Ernst Immanuel Walch. Allerdings traf seine Initiative zeitlich mit den Bemühungen des Weimarer Hofes zusammen, die Universität Jena zu reformieren. Während des anderthalb Jahrzehnte dauernden Reformprozesses kam es in Jena zu erheblichen Spannungen innerhalb der Professorenschaft. Hier standen sich die Traditionalisten und die vom Weimarer Hof unterstützten Reformer gegenüber. Letztere erhielten seit der Mitte der Siebziger Jahre zusätzlichen Aufschwung durch das ministeriale Wirken Johann Wolfgang von Goethes in Weimar. Gerade die reformorientierten Kräfte an der Universität Jena, die infolge der auf Modernisierung bedachten Berufungspolitik des Weimarer Hofes nach Jena gekommen waren, blieben den JgZ gegenüber auf Distanz.
So ist die Wiederaufnahme der Zeitschrift als eine Gegenreaktion auf den verstärkten gouvernementalen Druck auf die Universität und ihre Neuausrichtung zu verstehen. In den JgZ sammelten sich bis zu ihrer Einstellung gerade diejenigen Kräfte, die in Widerspruch und immer öfter auch im Widerstand zum Reformprozess standen.
Die JgZ stellte 1786 ihr Erscheinen ein. Der letzte Satz des Jahrgangs informiert die Leser darüber äußerst knapp mit den Worten: „Zuletzt erinnern die Herrn Verfasser noch, daß ihre Gesellschaft nicht eine bleibende seyn, sondern aufhören werde, sobald ihr diesmaliger Zweck erreicht ist.“  Dieser Zweck schien Ende 1786 offensichtlich erreicht zu sein. Doch gleich am 1. Januar 1787 kam auch schon eine Fortsetzung unter dem Titel Jenaische gelehrte Anzeigen auf den Markt, die allerdings nur dieses eine Jahr erleben sollte.

## Aufbau der Zeitschrift
Die Rezensionen erscheinen vorwiegend anonym. Erst nach 1781 nennen sich die Autoren häufiger oder unterzeichnen zumindest mit einer Sigle. Die JgZ erschienen zweimal wöchentlich mit jeweils einem Stück zu acht Seiten und folgt damit ihrer in der programmatischen Vorrede zum 1. Band gemachten Ankündigung: „Die Verfasser dieser Berichte sind übrigens eins worden, zween halbe Bogen wöchentlich zu liefern …“. Nur gelegentlich werden zwei Stücke zusammengefasst, meist wenn das Vorlesungsverzeichnis der Universität Jena veröffentlicht wird. In der Regel erscheinen 104 Stücke pro Jahrgang (d. i. ca. 850 S. ohne Register). Nach dem Neubeginn in den 1760er Jahren findet sich je ein „Abriss von der gelehrten Geschichte“ am Beginn der Jgg. 1765, 1766 und ab 1767 Titel- und Autorenregister am Ende des jeweiligen Bandes. Im Rahmen des Projekts Gelehrte Journale und Zeitungen der Aufklärung wurden die Inhalte der JgZ erschlossen. Die Digitalisate werden von der Thüringer Universitäts- und Landesbibliothek (UrMEL) zur Verfügung gestellt.(cf. Weblinks)

## An der Zeitschrift beteiligte Personen
Die folgende Liste basiert auf Angaben in GJZ 18 (s. Weblinks).

### Herausgeber
- Adolph Friedrich Hamberger
- Georg Erhard Hamberger
- Johann Ernst Immanuel Walch
- Christian Heinrich Eckhard
- Christian Nicolaus Naumann
- Ernst Gottfried Baldinger
- Carl Gotthelf Müller

### Mitarbeiter
- Johann Christian Blasche
- Christian Just Wiedeburg
- Ernst Julius Walch
- Johann Andreas Sixt
- Blaufus Jacob Wilhelm Blaufus
- Heinrich Christian Boie
- Friedrich Andreas Hallbauer
- Johann Friedrich Hirt
- Gotthold Ephraim Lessing
- Friedrich Theodosius Müller
- Johann Gottfried Müller
- Friedrich Justus Riedel
- Johann Wilhelm Schaubert
- Johann Andreas Gottfried Schetelig
- Johann Samuel Schröter
- Johann Georg Walch
- Basilius Christian Bernhard Wiedeburg
- Christian Just Wiedeburg
- Friedrich August Wiedeburg
- Georg Peter Zenckel